# Ngô Chất
Ngô Chất (giản thể: 吴质; phồn thể: 吳質; bính âm: Wu Zhi; 177 – 230), tự Quý Trọng (季重), là quan viên, tướng lĩnh Tào Ngụy thời Tam Quốc trong lịch sử Trung Quốc.

## Thời Tào Tháo
Ngô Chất quê ở quận Hà Nội, Duyện Châu, xuất thân hàn vi, nhưng nhờ tài học mà thân cận với các con của quân phiệt Tào Tháo, được Ngư Hoạn khen ngợi giống như Lâu Hộ có thể thân với cả năm con trai của Vương Mãng.
Năm 215, Tào Tháo xuất chinh Hán Trung, Tào Phi cùng Tào Thực cùng nhau đi tiễn. Tào Thực ngôn ngữ có trật tự, ca tụng công đức của Tào Tháo, khiến Tào Tháo vô cùng cao hứng. Tào Phi thấy Tào Thực nổi bật, trong lòng không vui. Ngô Chất ở bên cạnh, ghé vào tai Tào Phi, khuyên Phi lúc này chỉ cần khóc là được. Tào Phi nghe theo, khóc lóc bái biệt. Mọi người lúc đó đều thấy tê tái, cho rằng Tào Thực dù nói lời hay nhưng nội tâm lại không chân thành bằng Tào Phi.
Năm 217, Tào Phi được lập làm Thế tử nước Ngụy, lấy Lưu Trinh cùng Ngô Chất làm phụ tá. Sau Tào Phi lại lấy Trần Quần, Tư Mã Ý, Chu Thước, Ngô Chất làm liêu thuộc, gọi là Ngụy thế tử Tứ hữu. Cùng năm, Tào Phi cùng Ngô Chất bàn luận chính trị, được tổng hợp thành Dữ Ngô Chất thư, là một trong những tác phẩm chính luận nổi danh trong lịch sử văn học Trung Quốc. Ngô Chất sau đó rời Hứa Đô, lần lượt đảm nhiệm chức huyện trưởng Triều Ca, huyện trưởng Nguyên Thành.

## Thời Tào Phi
Năm 220, Tào Phi soán vị lên ngôi, tức Ngụy Văn đế, phong Ngô Chất làm Bắc trung lang tướng, sử trì tiết, Đô đốc U, Tịnh chư quân sự. Sau thăng chức Chấn uy tướng quân, đốc Hà Bắc chư quân sự, phong Liệt hầu. (Tấn thư chép tướng hiệu của Ngô Chất là Trấn bắc tướng quân.)
Năm 224, Ngô Chất về triều, Tào Phi bày tiệc rượu, bắt các tướng quân cùng các quan từ đặc tiến trở xuống đều phải đến tham dự. Sau khi chè chén no say, Ngô Chất sai nghệ sĩ làm trò, châm chọc Thượng tướng quân Tào Chân to béo, Trung lĩnh quân Chu Thước gầy gò. Ngô Chất liền sai nghệ sĩ châm chọc hai người. Tào Chân thân là tông thất, rút đao trợn mắt dọa chém những ai ngả ngớn. Tào Hồng, Vương Trung thì phụ họa. Ngô Chất lại giữ kiếm trách cứ Tào Chân. Chu Thước đứng dậy khuyên can, lại bị Chất quát mắng. Cuối cùng các tướng đều ngồi về chỗ cũ, còn Chu Thước bị ức chế, rút kiếm chém xuống đất cho hả giận.

## Thời Tào Duệ
Năm 230, Ngô Chất về triều, giữ chức Thị trung. Khi đó, Ngụy Minh đế Tào Duệ mới chấp chính, Tư không, Lục thượng thư sự Trần Quần phụ tá. Ngô Chất cho rằng Trần Quần nắm quyền sẽ ảnh hưởng đến nguy nan của quốc gia, cố ý khen ngợi Phiêu kỵ tướng quân Tư Mã Ý, mà gièm pha Tư không Trần Quần không có tài năng làm quốc tướng. Tào Duệ nghe theo lời Chất, hạ chiếu muốn trách cứ Trần Quần. Người trong thiên hạ thấy thế, dù trong lòng không đồng tình, cũng hùa theo phê bình Trần Quần.
Cùng năm, Ngô Chất chết, triều đình cho rằng Ngô Chất ỷ mình là bạn của Tào Phi mà làm việc tùy tiện, truy thụy hiệu là Xú hầu.
Năm Chính Nguyên (254–256), thời Ngụy đế Tào Mao, con trai của Ngô Chất là Ngô Ứng dâng thư cho rằng thụy của cha mình không ổn. Khi đó, con rể của Ngô Chất là Tư Mã Sư (con trai Tư Mã Ý) đang nắm quyền, sửa thụy hiệu của Ngô Chất thành Uy hầu.

## Gia đình
- Con cái:
  - Ngô Ứng (吳應), con trai của Ngô Chất, làm quan thời Tây Tấn đến chức Thượng thư.
  - Ngô thị (吳氏), con gái của Ngô Chất, gả cho Tư Mã Sư.
- Cháu:
  - Ngô Ứng (吳應), con trai của Ngô Ứng, làm quan Tây Tấn.
- Cháu năm đời:
  - Ngô Kiên (吴坚).
- Cháu sáu đời:
  - Ngô Thản Chi (吴坦之), Tây trung lang tướng công tào thời Đông Tấn.
  - Ngô Ẩn Chi (吳隱之), đại thần Đông Tấn.

## Trong văn hóa
Trong tiểu thuyết Tam quốc diễn nghĩa, Ngô Chất xuất hiện ở hồi 72, giữ chức Triều Ca trưởng, thường gửi thư trao đổi với Tào Phi. Tào Phi muốn bí mật bàn việc lập Thế tử của Tào Tháo, bèn giấu Ngô Chất vào một cái đẫy, vờ chứa lụa để di chuyển vào thành. Phụ tá của Tào Thực là Dương Tu đoán được, mật báo cho Tào Tháo. Tào Phi biết tin, hốt hoảng chạy về nói cho Ngô Chất. Chất bày rằng: Lo gì việc ấy! Ngày mai lại đem đẩy trong chứa tơ lụa xe vào, để cho thừa tướng tưởng là sự thực. Phi nghe theo, cho chất đầy lụa vào đẫy. Hôm sau, Tào Tháo cho người kiểm tra nhưng không phát hiện được gì, hoài nghi Dương Tu hãm hại Tào Phi.